# Drosophila madikerii
Drosophila madikerii är en tvåvingeart som beskrevs av Muniyappa och Gupta 1980. Drosophila madikerii ingår i släktet Drosophila och familjen daggflugor.
Artens utbredningsområde är Indien.